# 러시아의 로마 가톨릭 교구 목록
러시아의 로마 가톨릭 교구는 1개관구에 1개 관구장좌 대교구와 3개 일반교구로 구성되며 1개 러시아전례교회 관리구와 1개 로마 가톨릭 대목구가 있다

## 교구

### 모스크바 관구
- 모스크바 대교구
  - 노보시비르스크 교구
  - 사라토프 교구
  - 이르쿠츠크 교구

### 독립교구
- 러시아 전례 모스크바관리구(Russian Apostolic Exarchate of Russia)
- 유즈노 사할린 대목구(Apostolic Prefecture of Yuzhno Sakhalinsk)